# Traugott Kempas
Traugott Kempas (27 de agosto de 1919 - 13 de março de 1945) foi um oficial alemão que serviu no Deutsches Heer durante a Segunda Guerra Mundial. Foi condecorado com a Cruz de Cavaleiro da Cruz de Ferro com Folhas de Carvalho.

## Condecorações
| Cruz de Ferro (1939) 2ª Classe                                   | 8 de julho de 1941      |
| Cruz de Ferro (1939) 1ª Classe                                   | 29 de agosto de 1941    |
| Distintivo de Feridos em Preto                                   |                         |
| Distintivo de Feridos em Prata                                   |                         |
| Distintivo da infantaria de assalto                              |                         |
| Medalha da Frente Oriental                                       |                         |
| Distintivo de combate fechado em Bronze                          | 1 de junho de 1943      |
| Distintivo de combate fechado em Prata                           | inverno de 1944         |
| Distintivo de combate fechado em Ouro                            | 8 de março de 1945      |
| Distintivo de Honra do Exército                                  | 25 de fevereiro de 1945 |
| Cruz Germânica em Ouro                                           | 24 de abril de 1944     |
| Cruz de Cavaleiro da Cruz de Ferro                               | 9 de dezembro de 1944   |
| Cruz de Cavaleiro da Cruz de Ferro com Folhas de Carvalho nº 757 | 28 de fevereiro de 1945 |